# Catshuis
Het Catshuis, gelegen aan de Adriaan Goekooplaan 10 in Den Haag, is sinds 1963 de ambtswoning van de minister-president van Nederland en het ontvangstcentrum van de regering. Het Catshuis behoort tot de huisvesting van het ministerie van Algemene Zaken. Het is vernoemd naar dichter en politicus Jacob Cats.

## Geschiedenis
Het huis ligt op het landgoed Sorghvliet. Op deze locatie stond voorheen een boerderij, waarvan het woongedeelte hoogstwaarschijnlijk in het linkergedeelte van het gebouw is verwerkt. Het Catshuis is door stadsarchitect Claes Dircx van Balckeneynde gebouwd voor Jacob Cats (1577-1660). Oorspronkelijk had het huis geen bovenetage. Cats nam Huis Sorghvliet, zoals hij het zelf noemde, op 14 juli 1652 in gebruik. Een jaar later werd op aanraden van Constantijn Huygens langs Sorghvliet de huidige Scheveningseweg aangelegd.
Door het terrein loopt de Haagse Beek. Het water daarvan werd gebruikt voor de classicistische Hollandse tuin, de bagger voor mest, en het zand werd gebruikt voor wallen om de tuin tegen stuifzand te beschermen want de omgeving bestond nog uit woeste duingronden. Het park strekte zich uit van de Laan van Meerdervoort en de Groot Hertoginnelaan tot aan het Van Stolkpark.
In 1675 kwam het landgoed Sorghvliet in bezit van Hans Willem Bentinck, kamerheer van de latere koning-stadhouder Willem III (1650-1702). Zijn zoon, Willem Bentinck, liet in 1738 midden op het dak van het Catshuis in de klokkentoren een bronzen klok plaatsen. Het is bekend dat de Bentinck een bijenstal hadden, die eind 20ste eeuw weer is opgebouwd, en nu Bentincks Bijenstal heet.
In de 18e eeuw waren de tuinen en de menagerie van Sorghvliet vermaard. Zij waren vergelijkbaar met die van Het Loo. In de 19e eeuw werden tuinen, berceaus, fonteinen en oranjerie vervangen door een uitgestrekt gazon.

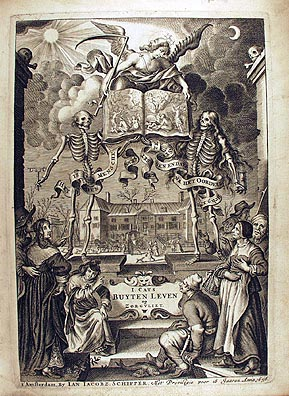
Landgoed Sorghvliet.
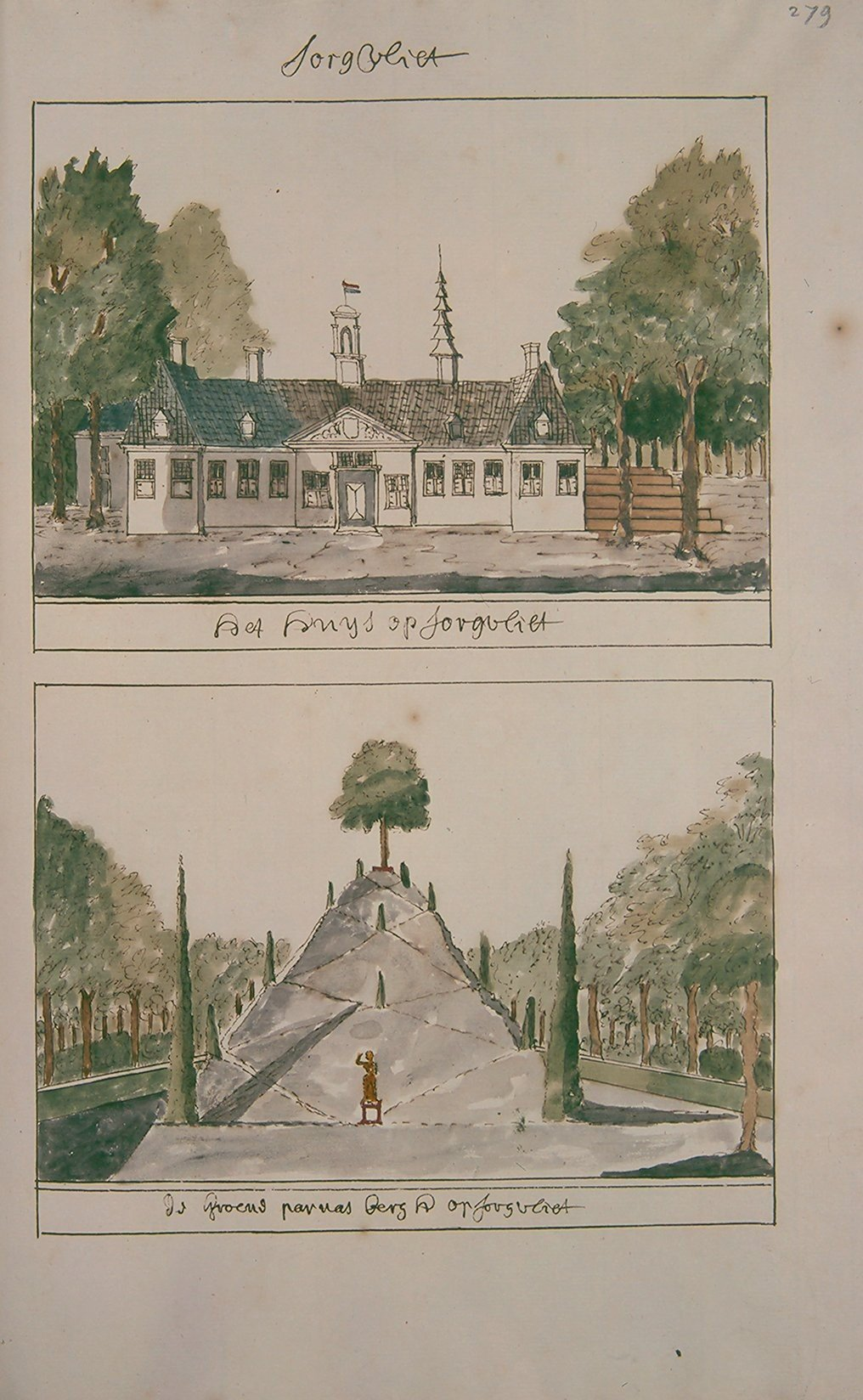
Landgoed Sorghvliet begin 18e eeuw. Onderste afbeelding is de Parnassusberg, een later aangelegde heuvel met uitzicht op de omgeving.
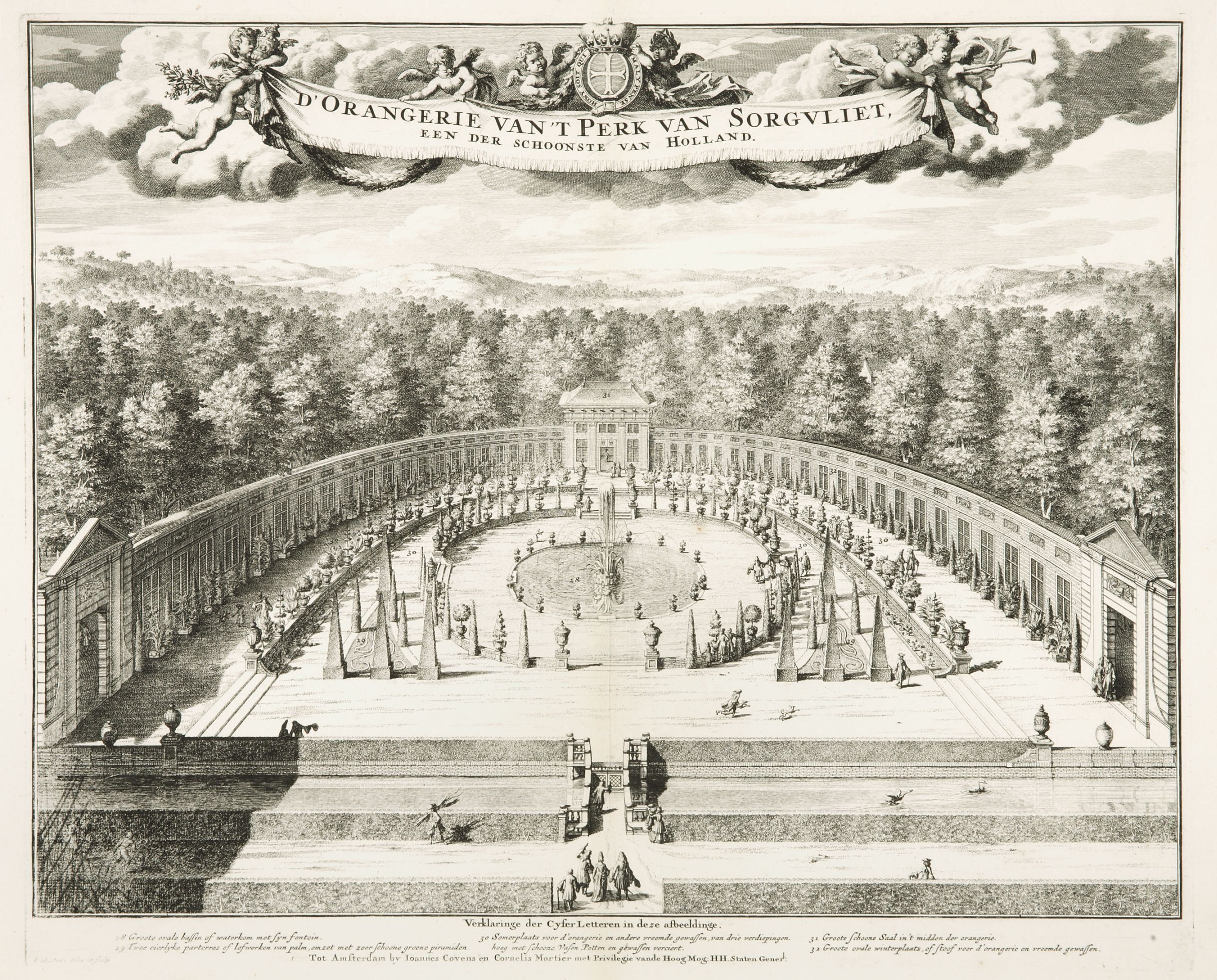
Oranjerie van Sorghvliet.

De buitenplaats werd in 1903 door Adriaan Goekoop gekocht. Net als zijn vader handelde hij in onroerend goed en hij ontwikkelde allerlei Haagse buurten. Ook wilde hij, net als koning Willem II, die het landgoed in 1837 had verworven, eigenlijk wel een paleis op Zorgvliet bouwen, maar het bleef bij een ambitie. Hij verkocht het aangrenzende Rustenburg en Buitenrust, waar in 1905 met de bouw van het Vredespaleis werd begonnen. In 1909 werd het stadsuitbreidingsplan van H.P. Berlage aangenomen, en er werden rondom het Catshuis villa's gebouwd en een verbindingsweg tussen de Kerkhoflaan en de Stadhouderslaan, waar toen het Statenkwartier werd bebouwd. Het huis en de tuinen van Sorghvliet werden door zijn weduwe Johanna Goekoop-De Jongh gerestaureerd. Het Haags Gemeentemuseum werd in 1935 geopend.
Tijdens de Tweede Wereldoorlog, in 1942, werd begonnen met de aanleg van de Atlantikwall dwars door Den Haag. In een strook van 350 meter breedte werd alle bebouwing gesloopt. Ook het Catshuis stond op de nominatie om gesloopt te worden. De familie wist de sloop van het Catshuis af te wenden door te wijzen op het historische belang van het Catshuis. In de herfst van 1942 werd hier een Duitse spionnenopleiding gevestigd, de Agentenschule West, ook bekend als Seehof die onder leiding stond van de Nederlandse SS'er Koos Sprey. Het Catshuis is toen ook bezocht door Otto Skorzeny, Heinrich Himmler en de pro-Duitse grootmoefti van Jeruzalem, Amin al-Hoesseini.
Slechts drie premiers hebben met hun gezin in het Catshuis gewoond, te weten Victor Marijnen, Jo Cals en Piet de Jong. Latere premiers gebruikten het Catshuis slechts als logeeradres en voor vergaderingen en officiële ontvangsten. Dries van Agt was de laatste premier, tot op heden, die de ambtswoning daadwerkelijk bewoonde. Ruud Lubbers zag er in 1982 van af. Ook premier Dick Schoof besloot in 2024 om er niet te gaan wonen.

## Renovatie 1999-2004
Omdat het Catshuis – waaraan sinds 1963 niets meer was gewijzigd – niet meer voldeed aan de eisen van destijds, werd in 1999 een renovatieproject gestart. De gebeurtenissen van 11 september 2001 hebben aan het veiligheidsaspect een extra dimensie toegevoegd. De kosten van renovatie bedroegen circa 15 miljoen euro. Gedurende de renovatie en bouwperiode was het Catshuis niet beschikbaar voor bewoning en representatieve ontvangsten.
Op de begane grond van het Catshuis bevinden zich de ruimtes die gebruikt worden voor staats- en werkbezoeken en andere representatieve ontvangsten van de minister-president. Een kelder huisvest technische en sanitaire voorzieningen en een keuken. De vernieuwde ambtswoning bevat op de eerste verdieping een volledig ingericht privé-appartement dat de minister-president als tweede woonhuis kan gebruiken.
In januari 2004 kwam aan het licht dat de Rijksgebouwendienst zonder de benodigde vergunningen antieke schouwen en plafonds had verwijderd tijdens de renovatie van het Catshuis. Ondanks de wettelijk verplichte toestemming van de gemeente Den Haag, zijn deze ingrepen uitgevoerd zonder goedkeuring. Staatssecretaris Van der Laan en minister Dekker bevestigden dat de Rijksgebouwendienst de Monumentenwet had overtreden. De schouwen en gewelfde houten plafonds, die niet bij de oorspronkelijke 17e-eeuwse stijl van het Catshuis pasten, zijn verwijderd.

### Catshuisbrand
Op 15 mei 2004 brak er tijdens werkzaamheden brand uit. Een groot deel van de benedenverdieping brandde hierdoor uit. Andere delen van het gebouw liepen rook- en waterschade op. Een schilder kwam hierbij om het leven. Het gebouw was niet te gebruiken tijdens het EU-voorzitterschap van Nederland. Premier Balkenende had hier hooggeplaatst bezoek willen ontvangen.
Op 11 september 2006 is het Catshuis, zonder veel ruchtbaarheid, weer in gebruik genomen als informele vergaderlocatie.

## Bekende vergaderingen
Vanaf 5 maart 2012 tot en met 21 april 2012 werden er door de VVD, CDA en PVV bezuinigingsonderhandelingen in het Catshuis gevoerd, het zogenoemde Catshuisoverleg. Dit overleg leidde uiteindelijk tot de val van kabinet Rutte I.
Op 24 maart 2014 was het Catshuis het toneel van de G7-top. In het kader van de Nuclear Security Summit 2014 in Den Haag waren alle leiders van de G7-landen aanwezig. De G7-top in het Catshuis ging voornamelijk over de situatie in Oekraïne.
Tijdens de Coronacrisis in 2020 en 2021 werd het Catshuis veelvuldig gebruikt voor overleggen met onder meer het Outbreak Management Team. Hierbij werd o.a. besloten welke maatregelen er moesten worden genomen om het coronavirus te bestrijden. Deze maatregelen werden openbaar bekendgemaakt via persconferenties die op TV werden uitgezonden.
Vanaf augustus 2024 wordt het Catshuis (weer) gebruikt voor de reguliere vergaderingen van de ministerraad. Dit omdat de Trêveszaal in het Binnenhof voorlopig niet meer beschikbaar is wegens de renovatie van het Binnenhof.
Bij een kabinetscrisis vindt hier ook het crisisoverleg plaats waarin wordt beslist of kabinet al dan niet zal vallen.